# Anastasio il Sinaita
Anastasio, detto il Sinaita o Sinaita (in greco bizantino: Ἀναστάσιος Σιναΐτης, Anastásios Sinaḯtēs; ... – VIII secolo), fu un sacerdote e monaco cristiano ed egumeno, polemista ed esegeta bizantino, venerato come santo dalla Chiesa cattolica e ortodossa.

## Biografia
Le notizie sulla vita di Anastasio sono scarse: è documentato ad Alessandria prima del 640 e poi ancora tra il 678 e il 689, durante il patriarcato del monofisita Giovanni III. Era ancora vivo trent'anni dopo il III concilio di Costantinopoli, quindi deve essere morto in età più o meno ultracentenaria.
Nel 599 venne eletto patriarca di Antiochia.
Si ritirò prima a Gerusalemme, poi nel monastero di Santa Caterina sul monte Sinai, dove visse fino alla morte guidando una comunità di anacoreti.

## Opere
Polemista ed esegeta, fu autore di numerose opere contro il nestorianesimo, il monofisismo e il monotelismo.
Il suo scritto più noto è La Guida (‛Οδηγός, Hodēgós, Viae dux adversus acephalos), in 24 capitoli, redatto nel deserto attorno al 685 contro il monofisismo: il testo è ricco di citazioni patristiche; Anastasio vi cita suoi lavori precedenti, di cui si conoscono solo i titoli (Syntagma contro Nestorio, Tomo apologetico rivolto al popolo, Tomo dommatico, Syntagma contro i giudei).
In Domande e risposte (Ερωτήσεις καὶ ἀποκρίσεις, Erōtḗseis kaì ápokríseis) fornisce risposte a 154 quesiti basandosi sui testi biblici e patristici: anche se il nucleo centrale dell'opera è da attribuirsi ad Anastasio, la forma in cui è pervenuta non gli appartiene.
La sua più importante opera esegetica è il Commento all'Esamerone (Esegesi allegorica dell'Hexahemeron), in 12 libri, che fornisce un'interpretazione allegorica della Genesi.
A lui è attribuita la Storia delle eresie e dei sinodi.
Altri testi sono De Sanctissima Trinitate (Della Santissima Trinità), De incircumscripta Dei essentia (Dell'incircostritta essenza di Dio), De divina oeconomia (Del divino ordine), De passione et impassibilitate Christi (Della passione e della impassibilità di Cristo) e De resurrectione Christi (Della resurrezione di Cristo).
È incerta l'attribuzione del Doctrina patrum de incarnatione Verbi (Dottrina dei padri sull'incarnazione del Verbo), che condanna il monofisismo e le altre derive, e che potrebbe appartenere ad Anastasio Apocrisario, allievo di Massimo Confessore.
Pochi dei suoi sermoni sono stati pubblicati: Sul salmo VI (di cui esistono versioni in siriaco e arabo), Intorno alla Messa e alla Comunione, Sui defunti, Per il venerdì santo.
Nel 1868 Jean-Baptiste-François Pitra ha pubblicato due opuscoli ritenuti autentici: Capitulum in quo brevis sermo est de haeresibus quae ab initio fuerunt, et de Synodis adversus eos habitis e  Concisa et perspicua fidei nostrae notitia.
Angelo Mai gli attribuì, erroneamente, anche la Disputatio adversus Judaeos.

## Culto
Il nome di sant'Anastasio è menzionato al 20 aprile nel Menologio dell'imperatore Basilio e l'elogio passò al Synaxarium ecclesiae Constantinopolitanum al 21 aprile.
Nel martirologio romano, il suo elogio si legge al 21 aprile.

## Opere
- Anastasio Sinaita, Domande e risposte bizzarre, collana I Talenti, Bologna, EDS - Edizioni Studio Domenicano, 2018, ISBN 978-8870949643